# Jim Ronny Andersen
Jim Ronny Andersen (ur. 4 maja 1975) – norweski badmintonista, olimpijczyk.
Zawodnik reprezentował swój kraj na igrzyskach w Atenach. Brał udział w grze pojedynczej